# Ivan Hlevnjak
Ivan Hlevnjak (28. dubna 1944, El Shatt - 28. listopadu 2015, Split) byl jugoslávský fotbalista chorvatské národnosti, záložník. Narodil se během druhé světové války v uprchlickém táboře El Shatt na Sinajském poloostrově v Egyptě, po válce se vrátil do Jugoslávie a začal hrát fotbal v mládežnických týmech Hajduku Split.

## Fotbalová kariéra
V jugoslávské lize hrál za Hajduk Split, nastoupil ve 309 ligových utkáních, dal 75 gólů a s Hajdukem vyhrál v roce 1971 ligu a třikrát pohár. V letech 1973-1975 ve francouzské Ligue 1 za FC Metz, nastoupil v 52 ligových utkáních a dal 9 gólů. Kariéru zakončil ve francouzské Ligue 2 v týmu SAS Épinal. V Poháru mistrů evropských zemí nastoupil ve 2 utkáních, v Poháru vítězů pohárů nastoupil v 9 utkáních a dal 4 góly a ve Veletržním poháru nastoupil ve 4 utkáních. Za reprezentaci Jugoslávie nastoupil v letech 1969-1970 ve 3 utkáních. 

## Ligová bilance
| Ročník                          | Zápasy | Góly | Klub                 |
| ------------------------------- | ------ | ---- | -------------------- |
| Jugoslávská Prva liga 1962/1963 | 13     | 5    | Hajduk Split         |
| Jugoslávská Prva liga 1963/1964 | 24     | 14   | Hajduk Split         |
| Jugoslávská Prva liga 1964/1965 | 27     | 4    | Hajduk Split         |
| Jugoslávská Prva liga 1965/1966 | 29     | 6    | Hajduk Split         |
| Jugoslávská Prva liga 1966/1967 | 29     | 6    | Hajduk Split         |
| Jugoslávská Prva liga 1967/1968 | 28     | 8    | Hajduk Split         |
| Jugoslávská Prva liga 1968/1969 | 34     | 5    | Hajduk Split         |
| Jugoslávská Prva liga 1969/1970 | 32     | 7    | Hajduk Split         |
| Jugoslávská Prva liga 1970/1971 | 31     | 6    | Hajduk Split         |
| Jugoslávská Prva liga 1971/1972 | 31     | 8    | Hajduk Split         |
| Jugoslávská Prva liga 1972/1973 | 31     | 6    | Hajduk Split         |
| Ligue 1 1973/1974               | 31     | 8    | RC Strasbourg Alsace |
| Ligue 1 1974/1975               | 21     | 1    | RC Strasbourg Alsace |
| Ligue 2 1975/1976               | 32     | 5    | SAS Épinal           |
| Ligue 2 1976/1977               | 32     | 10   | SAS Épinal           |
| Ligue 2 1977/1978               | 32     | 7    | SAS Épinal           |
| Ligue 2 1978/1979               | 19     | 4    | SAS Épinal           |
| CELKEM 1. jugoslávská liga      | 309    | 75   |                      |
| CELKEM Ligue 1                  | 52     | 9    |                      |